# Operazione Desert Shield
L'operazione Desert Shield (in italiano «scudo del deserto») fu un'operazione militare su vasta scala condotta a partire dal 7 agosto 1990 e fino alla mezzanotte del 16 gennaio 1991.
È convenzionalmente conosciuta come l'operazione militare successiva all'invasione del Kuwait e precedette l'operazione Desert Storm nell'ambito della guerra del Golfo. Il conflitto che vide contrapposto l'Iraq governato da Saddam Hussein alla coalizione di stati guidati dagli Stati Uniti d'America su mandato dell'ONU.
Contrariamente a quanto spesso sostenuto dai media comuni negli anni passati, l'operazione Desert Shield non fu un'operazione in tempo di guerra, ma, più precisamente, la più vasta operazione di posizionamento logistico con fini offensivi-difensivi dalla fine della seconda guerra mondiale.
Essa fu l'operazione di preparazione all'operazione Desert Storm.

## Preludio
Il 2 agosto 1990, dopo settimane di continue minacce in sede diplomatica, le forze militari dell'Iraq governato da Saddam Hussein, alle prime luci dell'alba iniziarono una massiccia offensiva militare contro i confini del vicino emirato del Kuwait.
Nonostante la strenua resistenza delle forze armate kuwaitiane, in poche ore i carri armati iracheni conquistarono l'intero territorio del Kuwait, terminando la loro rapida invasione nella capitale, Kuwait City.
Fu subito chiaro alla comunità internazionale che tale atto di guerra era da intendersi come un vero e proprio tentativo di annessione territoriale.
Da anni infatti l'Iraq, per voce di Saddam Hussein, continuava a reclamare il possesso del piccolo emirato in qualità di provincia nazionale.
A poche ore di distanza dall'invasione, le Nazioni Unite condannavano all'unanimità questo atto di guerra ed intimavano all'Iraq di ritirarsi entro i propri confini nazionali senza porre condizioni.
Vista la gravità della situazione e, dopo essersi consultato con i più alti vertici militari, il presidente degli Stati Uniti George H. W. Bush aprì una fitta rete di canali diplomatici con più di sessanta capi di Stato mondiali, al fine di tentare la creazione di una potente forza multinazionale da opporre al dittatore iracheno in caso di conflitto.
Sapendo perfettamente che Saddam Hussein non aveva alcuna intenzione di ritirarsi dal Kuwait, il presidente Bush ordinò ai suoi capi militari di preparare un piano dettagliato per l'invio di ingenti forze militari nell'area del golfo Persico.
Poco dopo, fece in modo di ottenere una formale richiesta di aiuto da parte dell'Arabia Saudita.
Inoltre gli analisti strategici temevano che, visto l'iniziale successo ottenuto contro il Kuwait, l'Iraq potesse tentare una mossa di sfondamento nei confronti dell'Arabia Saudita.
Se ciò fosse avvenuto, più della metà del patrimonio petrolifero mondiale sarebbe finito nelle mani di Saddam Hussein con preoccupanti conseguenze.
A quel punto, una volta ottenuta la formale richiesta di aiuto da parte del Governo Saudita e, dopo aver vagliato le proposte del Dipartimento della difesa, il presidente ordinò l'invio di forze militari nella penisola arabica.
Il 7 agosto 1990, dopo una preparazione a tavolino durata pochi giorni, iniziò ufficialmente l'operazione Desert Shield ("scudo nel deserto")

## L'inizio dell'operazione
Come prima mossa, il 7 agosto 1990, gli Stati Uniti inviarono in Arabia Saudita uno stormo di caccia da superiorità aerea F-15 Eagle provenienti dalla Langley Air Force Base, Virginia.
A quel punto, dopo aver dato il via libera all'attuazione dell'operazione, in poche settimane la macchina logistica militare internazionale, fu in grado di trasportare nelle vaste aree del deserto saudita per via aerea, terrestre e navale, centinaia di migliaia di uomini, migliaia di tonnellate di armamenti e decine di migliaia di tonnellate di viveri, munizioni ed altri mezzi utili al sostentamento di una potente forza militare per un periodo prolungato.

## Cooperazione internazionale

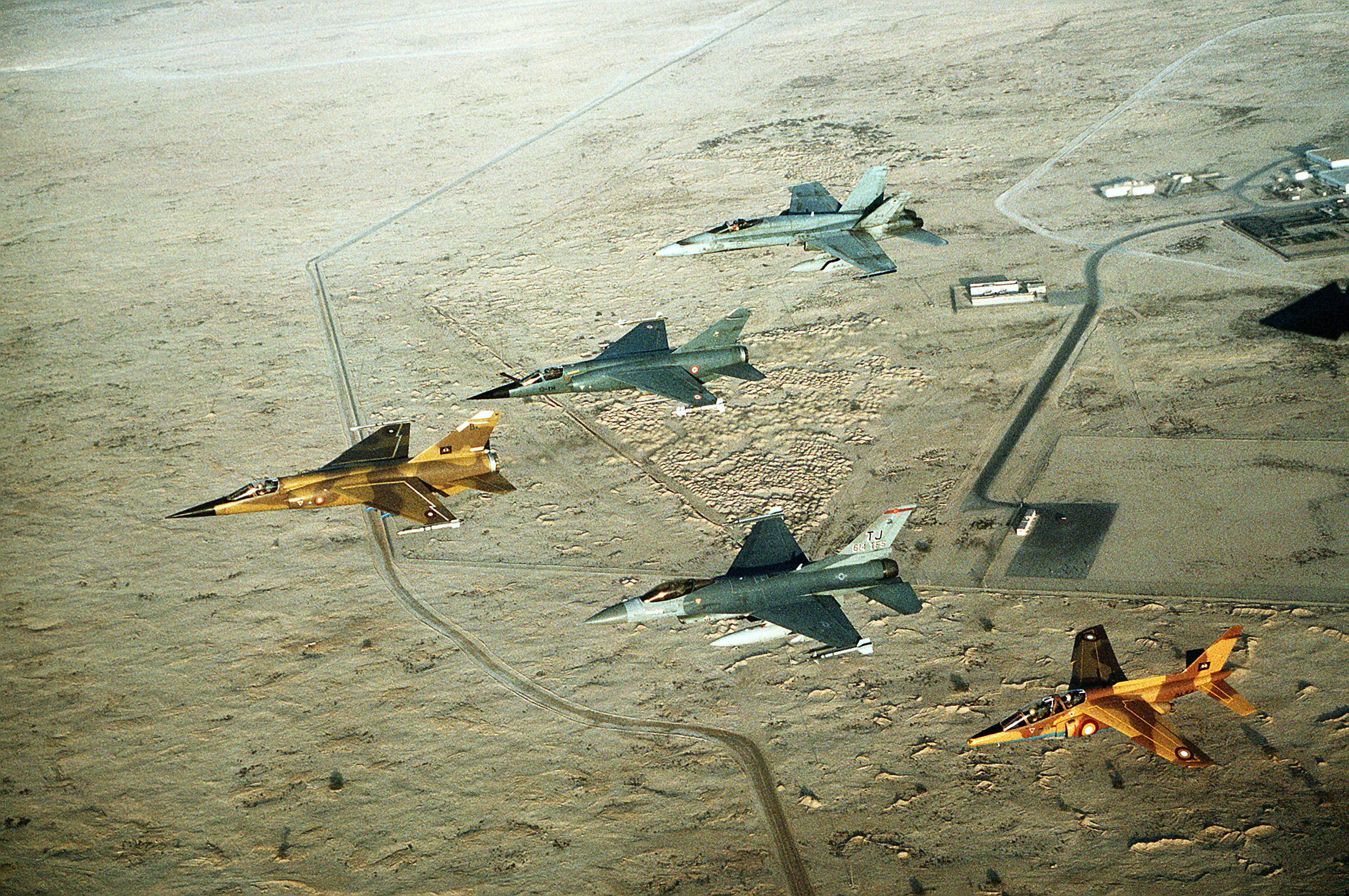
Aerei della coalizione durante l'operazione Desert Shield.

Seguendo un'abile strategia di alleanze ed amicizie internazionali, gli Stati Uniti furono in grado, nel giro di pochissime settimane, di ottenere il sostegno politico, economico e soprattutto militare di più di 34 nazioni mondiali.
Grazie a un'attenta ed ingegnosa opera diplomatica ed organizzativa, tutte e 34 le nazioni accettarono di sottoporre le proprie forze militari agli ordini di un unico comando militare congiunto, diretto dal capo di stato maggiore delle forze armate americane Colin Powell.
Comandante generale delle forze della Coalizione nel teatro saudita venne promosso il generale Norman Schwarzkopf, ufficiale di grado superiore con notevole esperienza in merito ai conflitti medio orientali.
Così facendo, tutte le forze in campo furono capaci di cooperare come se fossero parte integrante di un unico grande esercito.
Tra le nazioni che inviarono proprie forze militari nell'area le maggiori furono:
Arabia Saudita, Argentina, Australia, Bahrain, Bangladesh, Canada, Cecoslovacchia, Corea del Sud, Danimarca, Egitto, Francia, Grecia, Honduras, Italia, Kuwait (le unità militari che erano riuscite a fuggire in Arabia Saudita), Marocco, Nigeria, Nuova Zelanda, Paesi Bassi, Norvegia, Oman, Pakistan, Polonia, Portogallo, Qatar, Regno Unito, Senegal, Siria, Spagna, Turchia e Ungheria.
Altre nazioni come la Germania e il Giappone, non potendo partecipare militarmente, contribuirono con fondi monetari al sostentamento dell'intera operazione.

## La conclusione dell'operazione
L'operazione Desert Shield ottenne un risultato organizzativo e strategico estremamente soddisfacente e, alla data in cui essa venne ufficialmente dichiarata terminata (la mezzanotte del 16 gennaio 1991), gli sforzi congiunti di oltre 34 nazioni mondiali avevano portato nel deserto saudita oltre 650 000 soldati alleati, migliaia di carri armati, migliaia di aerei, migliaia di mezzi leggeri e decine di migliaia di tonnellate di rifornimenti.
Inoltre, nell'area del Golfo Persico e del Mar Rosso risultavano posizionate circa un centinaio tra portaerei, corazzate, incrociatori e sommergibili nucleari.

## Desert Shield diventa Desert Storm
Durante la notte del 16 gennaio 1991, allo scadere dell'ultimatum imposto dalle Nazioni Unite all'Iraq per il ritiro dal Kuwait, venne dato l'ordine di attacco.
Automaticamente, secondo i protocolli militari, l'operazione Desert Shield veniva dichiarata terminata e veniva sostituita dall'operazione Desert Storm («tempesta del deserto»), la vera e propria operazione offensiva.

## Definizione tecnica dell'operazione
Spesso, i mezzi di comunicazione, negli anni immediatamente successivi al conflitto, ebbero la tendenza a definire come Desert Storm l'intera crisi del golfo Persico, a partire dall'invasione irachena e fino al termine del conflitto.
In realtà, dal punto di vista militare, l'intera vicenda venne divisa in tre distinte operazioni militari:
- Desert Shield (scudo nel deserto): la preparazione militare al conflitto.
- Desert Storm (tempesta nel deserto): la campagna di bombardamenti aerei sul territorio iracheno e kuwaitiano.
- Desert Sabre (sciabola nel deserto): la campagna terrestre che vide l'avanzata delle truppe di terra della coalizione in territorio kuwaitiano e, per qualche centinaio di chilometri, in territorio iracheno.